# Ernesto Pérez Álvarez
Ernesto Pérez Álvarez es un futbolista mexicano retirado que jugaba en la posición de portero. Jugó para el Tecnológico de Celaya y el Club Deportivo Guadalajara.
Procedente del Tecnológico de Celaya de la Segunda División, Pérez debutó en Primera División con el Club Deportivo Guadalajara en la temporada 1975-76. Tuvo dos actuaciones, la primera de ellas contra el Club de Fútbol Monterrey el 7 de marzo de 1976, y la segunda frente al Club Puebla, en ambas ocasiones logró mantener su arco imbatido, no recibió anotación.
En 1978 el Guadalajara le otorga su carta para que pudiera arreglarse con cualquier otro club.